# Gustavo Arribas
Gustavo Héctor Arribas (Buenos Aires, 25 de noviembre de 1958) es un escribano y político argentino, perteneciente al partido Propuesta Republicana (PRO). Estuvo a cargo de la Dirección de la Agencia Federal de Inteligencia (AFI) de Argentina desde el 10 de diciembre de 2015 hasta el 10 de diciembre de 2019.

## Trayectoria profesional
Se recibió de bachiller en el Colegio Marianista. 
En el año 1984 obtuvo el título de escribano público. Se desempeñó como representante de deportistas y de clubes de fútbol en Boca Juniors durante la gestión de Mauricio Macri en el club.Durante la década de 1990, fundó varias empresas de distintos rubros.

### Polémicas por transferencias de jugadores
Según el diario Perfil, en 1995 Mauricio Macri, quien en ese momento era presidente del club de fútbol Boca Juniors, «lo convocó para revisar y elaborar los contratos en las transferencias de jugadores».Arribas, como representante de jugadores de futbol  fue un intermediario en transferencias. En junio de 1999, asociado al club Talleres de Córdoba, le cedió el pase del jugador Diego Garay a un club francés. La transferencia terminó mal ya que el futbolista tenía un pasaporte falso, la FIFA «castigó al escribano por no poseer licencia de agente autorizado».
También participó en el pase de Carlos Tévez al Corinthians de Brasil en 2005, que estuvo bajo investigación ya que la Unidad de Información Financiera (UIF) investigaba si hubo evasión o lavado de dinero. Una empresa con sede en un paraíso fiscal depositó el dinero en un banco de Nueva York. La comisión millonaria la cobraron argentinos a través de otra firma con sede en Gibraltar comandada por Arribas. y las sospechas del organismo apuntaban a posibles maniobras financieras de la mafia rusa.En 2013 un operador de Odebrecht le giró fondos a Gustavo Arribas, quien había recibido el dinero en 2013.
También fue parte de un grupo inversor que compró al futbolista Jonathan Calleri por 14 millones de dólares estadounidenses,
dicho pase fue investigado por la supuesta comisión de delitos y triangulaciones.
Se lo ha sindicado como supuesto responsable de irregularidades en otras transferencias. El dirigente de Boca Juniors Roberto Digón lo señaló como un testaferro de Mauricio Macri en el club. También fue parte de un grupo inversor que compró al futbolista Jonathan Calleri por 14 millones de dólares estadounidenses, dicho pase fue investigado por la supuesta comisión de delitos y triangulaciones.
A principios de agosto de 2016, ante la Comisión de Acuerdos del Senado, Arribas negó haber participado en operaciones ilegales En 2016 tras la revelación mediática del escándalo internacional por lavado de dinero conocido como Panama Papers se filtró que Gustavo Arribas, poseía empresas en paraísos fiscales en los registros del Departamento de Estado de Nueva York.
Asimismo, Meirelles, el financista brasilero condenado, confirmó que le pagó "propinas" a Arribas participando entre un total de 3000 o 3500 operaciones en cuatro años, que se hicieron entre 2009 y 2014 que pagó con depósitos como pagos, en Panamá, la Argentina. y por su parte la empresa Odebrecht había reconocido que entre 2011 y 2014 pagó coimas "adicionales" por "aproximadamente" US$ 500.000 a cuentas privadas "de un intermediario bajo el entendimiento de que los pagos eran para beneficio de funcionarios públicos argentinos". finalmente fue imputado por el fiscal Francisco Delgado.-Paralelamente a dos denuncias iniciadas por Elisa Carrio y otra por diputados del Frente para la Victoria

## Trayectoria pública

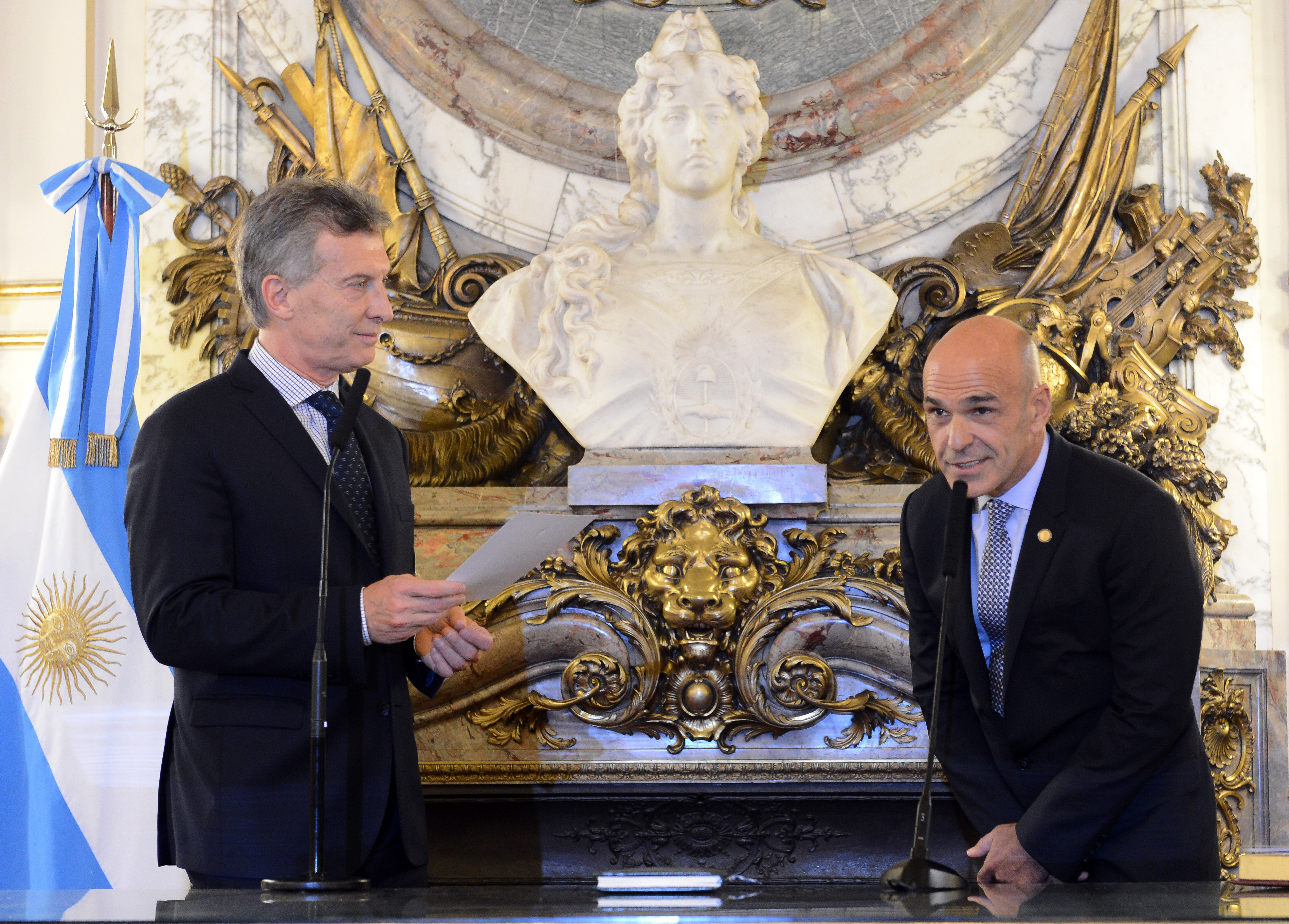
Arribas durante su juramento como titular de la AFI.

En diciembre de 2015, cuando Mauricio Macri lo designa al  Agencia Federal de Inteligencia, junto a la diputada del PRO Silvia Majdalani como Subdirectora.Macri había declarado que iba a nombrar a una persona de su «extrema confianza».
Arribas es amigo personal de Macri desde la década de 1980 cuando Macri y su grupo de amigos del colegio Cardenal Newman organizaron una gira por Estados Unidos para jugar al fútbol, siendo luego su habitual colaborador cuando ejercía la presidencia de Boca Juniors.
En agosto de 2016 Arribas admitió que carecía de experiencia en el campo.fiscales Cecilia Incardona y Santiago Eyherabide que sostuvieron que existe riesgo procesal y de fuga en la salida de Arribas.
Según la revista Noticias, llevó a cabo reuniones con representantes de las agencias extranjeras, entre ellas la CIA y el Mossad. Fue nombrado titular por decreto, siendo designado "en comisión" mediante el decreto número 35/2015 firmado por Mauricio Macri. E A poco de asumir hubo denuncias presentadas por Mariano Recalde, Elisa Carrió y Graciela Ocaña por presuntas coimas que Arribas habría recibido un día después de que, en septiembre de 2013 se reactivara el contrato del Ferrocarril Sarmiento a cargo de  Odebrecht en asociación con IECSA, la empresa de Ángelo Calcaterra, el primo hermano de Macri. Días después, el banco Credit Suisse informó que en la cuenta de Arribas se acreditó una única transferencia por 70.475 dólares en las fechas investigadas.En 2019 se acusó a la Agencia Federal de Inteligencia (AFI) de “pincharle” el teléfono a dirigentes políticos de la oposición durante el gobierno d Mauricio Macri, como así también al propio oficialismo de ese momento, entre los que nombró a Elisa Carrió y María Eugenia VidalEn 2020 la Justicia federal comenzó a investigar si exfuncionarios del gobierno de Mauricio Macri utilizaron de manera ilegal sistemas de información bajo su órbita para espiar a  diferentes personalidades públicas y políticos opositores jueces, periodistas y empresarios. Ese mismo mes Carlos Pagni reveló la existencia de distintas operaciones de espionaje ilegal vinculadas a la Agencia Federal de Inteligencia (AFI).

Silvia Girón fue la jefa de personal de La Casa y resultó contratada en la planta permanente luego de las PASO. Con un cargo de directora su salario rondaría los 150 mil pesos. La mujer pidió licencia en el Gobierno de la Ciudad –lo mismo hicieron la mayoría de los nombrados por la anterior gestión- pero el gasto debe ser costeado por la Nación.  Girón pasó a cumplir horario en la Ciudad con el alcalde Horacio Rodríguez Larreta, pero el costo de tenerla empleada es del Estado Nacional.
Al mismo tiempo, con Arribas a la cabeza, la Agencia inició un proceso de cambio dentro del organismo entre las principales medidas, se inició un programa de formación de agentes de inteligencia .
Hacia agosto de 2016 ejerció su cargo «en comisión», ya que requería de la aprobación de la Cámara alta para su designación definitiva. La comisión de Acuerdos del Senado avaló su designación, el Congreso la aprobó y el 29 de noviembre de 2016 Arribas juró en Casa Rosada como director general de la Agencia Federal de Inteligencia (AFI).
El Centro de Estudios Legales y Sociales (CELS), la Asociación por los Derechos Civiles (ADC), Fundación Vía Libre, Instituto Latinoamericano de Seguridad y Democracia (Ilsed), y Núcleo de Estudios sobre Gobierno y Seguridad (UMET), cuestionaron al secretario por sus negocios en el fútbol.
Diferentes ONG expresaron: «Contamos con elementos objetivos para concluir que la gestión de Arribas y Majdalani no ha adoptado como una de sus prioridades la transparencia de los fondos de la AFI». Las objeciones contra Arribas y Majdalani apuntan tanto a los siete meses de la actual gestión en la AFI, como a sus trayectorias públicas antes de asumir en el organismo. Las críticas a la gestión se concentran en la falta de transparencia en el manejo de fondos y en las designaciones de personal vinculado con la ex SIDE.
Ante la Comisión de Acuerdos del Senado tanto Arribas como Madjalani reivindicaron la decisión presidencial de cerrar al acceso público información sensible del organismo. Las críticas a su gestión se concentran en la falta de transparencia en el manejo de fondos y en las designaciones de personal vinculado con la ex SIDE y por cerrar al acceso público información del organismo, como el destino de los denominados fondos reservados que rondaban los 5000 millones de pesos.
Según la Ley de Inteligencia, reformada en febrero de 2015, la comisión bicameral de Fiscalización de Organismos y Actividades de Inteligencia tiene por finalidad fiscalizar las actividades, el personal, la documentación y los bancos de datos de la Agencia Nacional de Inteligencia (AFI). Además le compete «supervisar y controlar los ‘Gastos Reservados’ que fueren asignados a los componentes del Sistema de Inteligencia Nacional» sumado a «la evaluación de la ejecución del Plan de Inteligencia Nacional», la «consideración del Informe Anual de las Actividades de Inteligencia», entre otras tareas.En enero de 2017 fue imputado por la recepción de coimas y otras dádivas como parte del escándalo de Lava Jato.Entre el 25 y 27 de septiembre de 2013 un operador financiero brasileño condenado por la justicia de Brasil por el caso Lava Jato transfirió más de medio millón de dólares a una cuenta de Gustavo Arribas, que en esa fecha se dedicaba a la actividad privada en Brasil, destinados al pago de coimas, lavado de activos y evasión.Meirelles, el financista brasileño condenado, confirmó que pagó "propinas" a Arribas participando entre un total de 3000 o 3500 operaciones en cuatro años, que se hicieron entre 2009 y 2014 que pagó con depósitos como pagos, en Panamá y la Argentina.

### Denuncia de espionaje a periodistas
En octubre de 2016 los periodistas del Grupo Indalo Gustavo Sylvestre y Mauro Federico afirmaron haber sido blanco de hackeos por parte de una unidad dependiente del Agencia Federal de Inteligencia.
A continuación, los diputados nacionales Graciela Camaño y Cecilia Moreau, por el Frente Renovador, Héctor Recalde, por el Frente para la Victoria y Myriam Bregman y Nicolás del Caño por el Frente de Izquierda y de los Trabajadores, pidieron informes al Poder Ejecutivo con el objetivo de tener una respuesta de parte de la Agencia.
El 12 de octubre, fueron denunciados el director general de la AFI, Gustavo Arribas, y la subdirectora, Silvia Majdalani.
Arribas fue parte del escándalo de transferencias de dinero y coimas de la multinacional Odebrecht. Los doleiros (cambistas) Alberto Youssef y Leonardo Meirelles transfirieron, según la Policía Federal de Brasil, 850 mil dólares a cuentas de Arribas en Hong Kong. Era la mecánica mediante la cual Odebrecht pagaba coimas, según la investigación conocida como Lava Jato. Arribas dio distintas explicaciones: que el dinero provenía de una operación inmobiliaria y, después, que procedía de una venta de muebles de su departamento. 
Realizando una denuncia en el fuero penal para que se investigue el caso de espionaje ilegal a los periodistas del Grupo Indalo, Gustavo Sylvestre y Mauro Federico y la posible existencia de conductas prohibidas por la Ley de Inteligencia Nacional.En 2017 una nota periodística titulada “Un operador de Odebretch le giró U$600.000 al jefe de inteligencia Argentino” dio detalles de los vínculos del Lava Jato en la cual la empresa constructora oriunda de Brasil Odebretch habría tendido una red de dádivas, devoluciones, sobornos, entre ellos a Arribas.
En 2019 el Juez argentino Ramos Padilla expuso  pruebas ante el Congreso argentino una enorme red de espionaje ilegal, político, judicial y periodístico, organizada desde el gobierno de Mauricio Macri  durante el paso de Arribas por la AFI que tendría como objetivo perseguir y encarcelar a opositores. Está red había realizado además espionaje contra el  Frente Amplio, partido que gobernaba Uruguay. Según las pruebas presentadas por el juez ante el congreso muestran el funcionamiento de uno o varios grupos que desplegaron actividades de inteligencia prohibidas”. El legislador uruguayo Gerardo Núñezal conocerse que integrantes del gobierno de Macri espiaron ilegalmente a diputados uruguayos, planteó que existía  "una continuidad en el espionaje desde la dictadura cívico-militar y que tuvieron la certeza de que el gobierno de Cambiemos espió a diputados del país oriental". El caso generó preocupación en al Frente Amplio por la red clandestina de espionaje que operó en Argentina y Uruguay, días después los legisladores Núñez y Puig se reunieron con el presidente de la Cámara de Diputados de Argentina, Leopoldo Moreau, con el objetivo de conocer los detalles de la red de espionaje y su extensión a Uruguay donde se habría espiado a integrantes del Frente Amplio y a empresarios.

## Implicación en los Panama Papers
En 2016 tras la revelación del escándalo internacional conocido como Panama Papers se filtró que Gustavo Arribas figura con una empresa, La Veneziana Corp, registrada el 17 de abril de 2009 con el número de identificación 3799589 en el Departamento de Estado de Nueva York.
Arribas aseguró que él no tiene «ninguna relación».
En una audiencia pública llevada a cabo el 2 de agosto de 2016 por la comisión de Acuerdos del Senado, que dio el dictamen ese día para su nombramiento al frente de la AFI, Arribas negó las imputaciones formuladas en una impugnación presentada por el colectivo de ONG y aseveró no tener relación con una empresa mencionada en los Panamá Papers. «No tengo, no he tenido ni he formado parte de ningún directorio de una empresa radicada en Panamá», afirmó ante una consulta de Adolfo Rodríguez Saá (PJ). Según la impugnación, su nombre aparece integrando el directorio de la firma La Veneziana Corp. «Hay una persona que tiene mi nombre, debe ser un homónimo», afirmó el jefe de los espías.

## Imputación por presuntas coimas
Un cuevero brasileño, Leonardo Meirelles, condenado por la justicia de Brasil por el caso Lava Jato afirmó que entre el 25 y 27 de septiembre de 2013 había transferido 0,6 millones de dólares a una cuenta de Gustavo Arribas ―que en esa fecha se dedicaba a la actividad privada en Brasil― destinados a un presunto pago de coimas, lavado de activos y evasión.
Fue imputado por el fiscal Federico Delgado, paralelamente a denuncias iniciadas por Elisa Carrió, Mariano Recalde y Graciela Ocaña basadas en un artículo periodístico.

 Arribas, negó «rotundamente» las denuncias. El banco suizo Credit Suisse informó que había una única transferencia acreditada por 70.475 dólares, tal como había indicado en su momento el director de la AFI en su descargo.
El juez federal Rodolfo Canicoba Corral sobreseyó a Gustavo Arribas el 31 de marzo de 2017 porque, según determinó, no existió «delito concreto».
«La denuncia, y eventualmente requerimiento, no constituyen delito», argumentó el juez en su sentencia.
Finalmente, el 23 de junio de 2017 la Cámara Federal de Casación Penal dejó firme su sobreseimiento, cerrando definitivamente el caso el 30 de agosto de 2017.
Meses después el senador Fernando Solanas denunció que Arribas "truchó" un documento para ser sobreseído, la denuncia contra  Gustavo Arribas, por las supuestas coimas que cobró de la constructora brasileña Odebrecht, un expediente que fue rápidamente cerrado por el juez Rodolfo Canicoba Corral. El senador de Proyecto Sur presentó una denuncia penal contra el jefe de los espías por el supuesto uso de documentación falsa para justificar el dinero que recibió del gigante brasileño y ser sobreseído. En la ficha biométrica se ve que la firma que Arribas presentó para comprar muebles es distinta a la del comprador, y se  mostró fotografías de los comprobantes, donde se ven claramente las diferencias. La denuncia se basa en una posible maniobra del Banco Central durante la gestión del político del PRO Stursseneger para encubrir las transferencias bancarias que el titular de la AFI habría recibido de parte de un operador de Odebrecht. El tema quedó cerrado de manera definitiva por fallo de la Corte Suprema de Justicia del 19 de febrero de 2019.